# Frontière entre le Kansas et l'Okhahoma

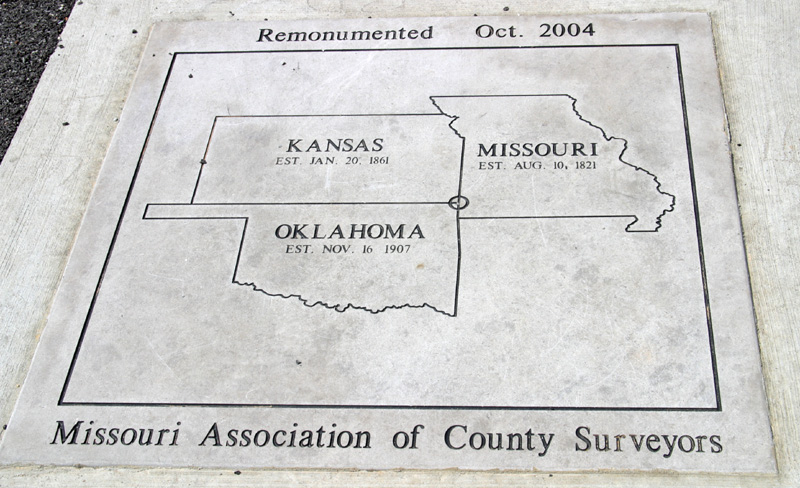
Plaque sur le tripoint Kansas, Oklahoma, Missouri

La frontière entre le Kansas et l'Oklahoma est une frontière intérieure des États-Unis délimitant les territoires du Kansas au nord et l'Oklahoma au sud.
Son tracé rectiligne d'une orientation est-ouest, suit 37e parallèle nord de son intersection avec 102e méridien ouest jusqu'au 94° 37' ouest. Elle mesure environ 660 km.
Elle débute à l'est au tripoint formé avec la frontière entre le Kansas et le Missouri et celle entre l'Oklahoma et le Missouri, à une dizaine de kilomètres au sud-ouest de la ville de Joplin (Missouri). À noter qu'elle se trouve légèrement plus au nord que la longue frontière séparant plusieurs états américains situés à l'est et qui suit elle la ligne Mason-Dixon, le long du parallèle  36°30' nord. La frontière se termine à l'ouest au tripoint formé par la frontière entre le Kansas et le Colorado et celle entre l'Oklahoma et le Colorado.  Cette dernière, comme la frontière entre le Colorado et le Nouveau-Mexique et la frontière entre l'Utah et l'Arizona, suit également le 37e parallèle nord. Un petit monument, le 8 Mile Corner (en), marque ce tripoint.
L'interstate 35, qui traverse les États-Unis du nord au sud, franchit la frontière entre le Kansas et l'Oklahoma, sur la section entre Kansas City et Oklahoma City, seule interstate à la franchir (l'interstate 44 passe à seulement 300 mètres du tripoint est).